# Eriocnemis derbyi
El calzadito patinegro, zamarrito muslinegro (en Ecuador y Colombia), calzoncitos piernioscuro (en Colombia) o colibrí pantalón de patas negras (Eriocnemis derbyi), es una especie de ave apodiforme de la familia Trochilidae (los colibríes) perteneciente al género Eriocnemis. Es nativo de regiones alto-andinas del noroeste de América del Sur.

## Distribución y hábitat

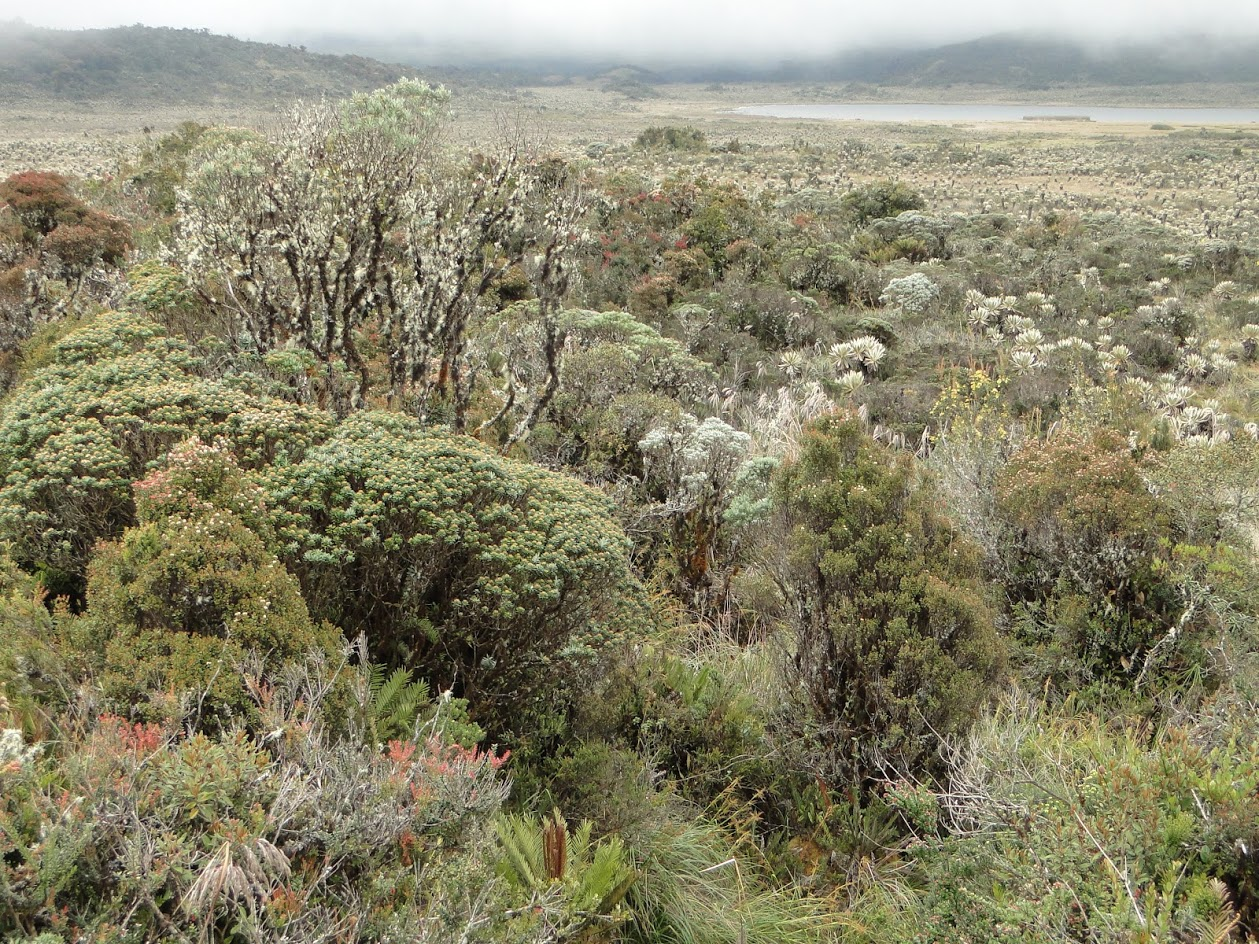
Parque nacional natural Puracé, Colombia, ejemplo de hábitat de la especie.

Se distribuye por los Andes centrales de Colombia (al sur desde Tolima) hasta Imbabura en los Andes del norte de Ecuador.
Esta especie es considerada de poco común a localmente común en sus hábitats naturales: los bordes de selvas húmedas y pastizales con matorrales; también hay registros en quebradas arbustivas arriba de Puracé (Colombia). En general parece preferir la vegetación en altitudes entre 2500 y 3600 m, siendo más común por arriba de los 2900 m.

## Descripción
Como sugieren sus nombres comunes, las plumas alrededor de sus patas son de color negro, que es único entre los calzaditos. Por otras partes su plumaje es de color verde con una cola de contrastante color negro.

## Estado de conservación
El calzadito patinegro había sido calificado como «casi amenazado» por la Unión Internacional para la Conservación de la Naturaleza (IUCN) hasta el año 2023 cuando una nueva evaluación lo califica como «preocupación menor» debido a su extensa zona de distribución y a su población, considerada estable y no severamente fragmentada.

## Sistemática

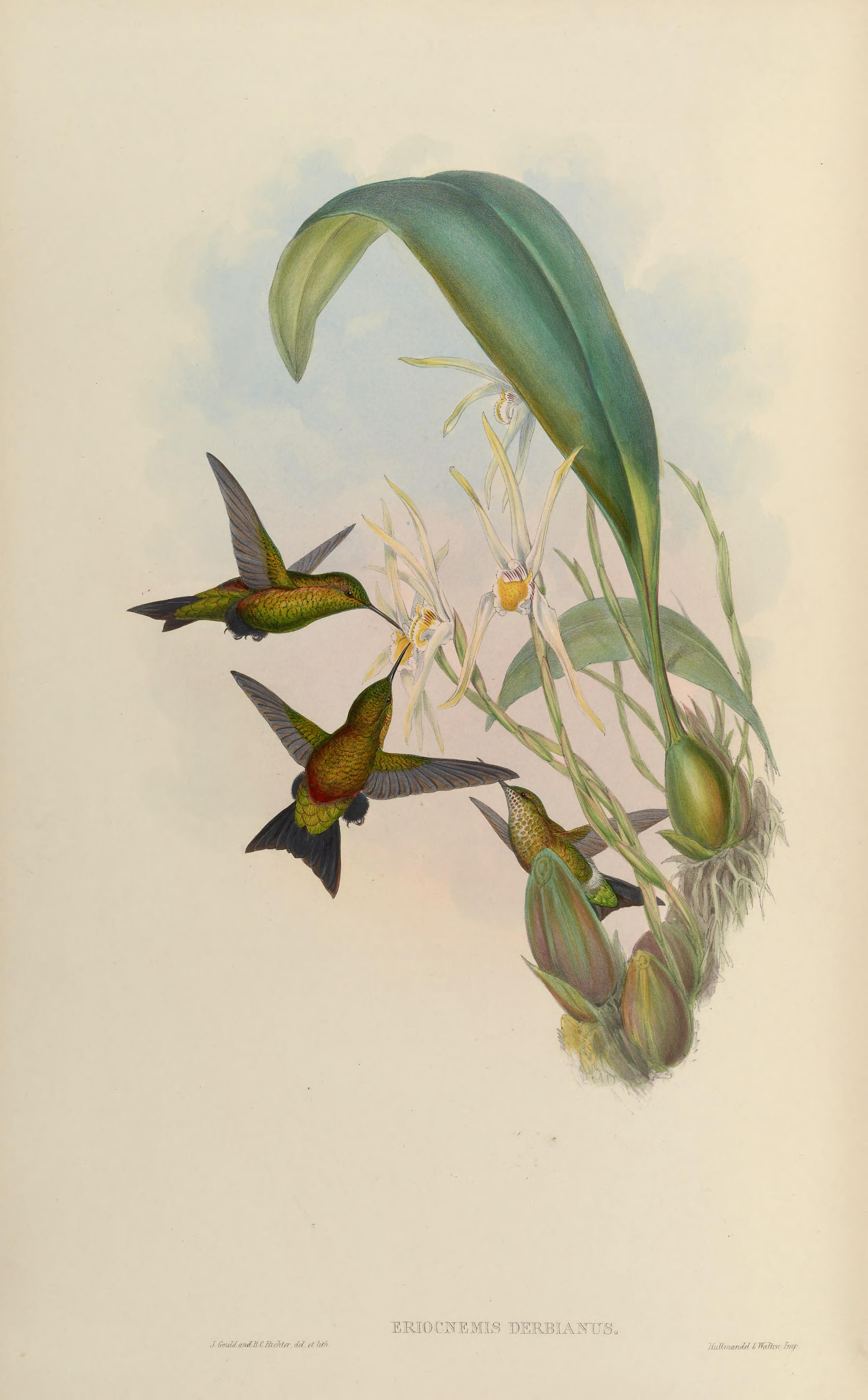
Eriocnemis derbianus sinónimo de Eriocnemis derbyi, ilustración de Gould y Richter en A monograph of the Trochilidae, or family of humming-birds 4, 1861.

### Descripción original
La especie E. derbyi fue descrita por primera vez por los ornitólogos franceses Adolphe Delattre & Jules Bourcier en 1846 bajo el nombre científico Trochilus derbyi; su localidad tipo es: «volcán de Puracé, cerca de Popayán, Colombia».

### Etimología
El nombre genérico femenino «Eriocnemis» es una combinación de las palabras del griego «erion» que significa ‘lana’, y «knēmis» que significa ‘bota’; y el nombre de la especie «derbyi», conmemora al naturalista británico Edward Smith-Stanley, 13º conde de Derby (1775–1851).

### Taxonomía
La subespecie descrita E. derbyi longirostris, del norte de la distribución, se considera indivisible de la nominal. Es monotípica.